# Alt de Garajonay
L'Alt de Garajonay és una muntanya situada a La Gomera, a les Illes Canàries. És el punt més elevat de l'illa, amb 1485 msnm.
Se situa al municipi de Vallehermoso i forma part del Parc Nacional de Garajonay.

## Toponímia
El topònim Garajonay és de procedència guanxe i existeix una llegenda popular que explica el seu origen com la unió dels antropònims Gara i Jonay. No obstant això, investigadors moderns com el filòleg Maximiano Drapaire apunten que la llegenda tractaria de donar significat al topònim de la muntanya des del nom dels seus personatges.
Pel que fa al seu possible significat, l'historiador i filòleg Ignacio Reyes proposa la seva traducció com 'té la superioritat' o 'se situa en la màxima altitud' basant-se en comparacions amb les llengües berbers. Mentre que altres autors, com Dominik Wölfel, evidencien la manca de "paral·lels adequats" que impedeix trobar el significat originari de la paraula.
En la documentació històrica apareix també amb les variants Garagona, Garagonache, Garagonay, Garagonohe, Garajona i Jarajona.

## Característiques generals
Geologia
L'elevació va sorgir durant el segon cicle volcànic de formació de l'illa de La Gomera fa entre 5 i 2 milions d'anys. Es va formar principalment per bugades de laves basàltiques i traquibasàltiques.
Vegetació
La zona es troba coberta en gran part per fayal-bruguerar???, matoll de substitució de la vegetació natural original, així com també per laurisilva humida amb brucs.

## Restes arqueològiques
A aquesta zona van ser descobertes altars per al sacrifici d'animals de la cultura aborigen,cosa que fa pensar que el cim representava una mena de centre religiós o espiritual per als habitants de l'illa.